# 普洛瑙伊家族
普洛瑙伊家族（匈牙利語：Prónay család），是匈牙利王国图卢茨城堡州最古老的贵族家族之一。该家族长期以来都是科学事业的支持者。

## 家族历史
普洛瑙伊家族第一位已知的先祖是与贝拉四世国王生活在同一时期的雷克，他于1279年从拉斯洛四世国王那里获得了图特普洛瑙村。雷克的两个儿子帕尔和舍雷菲尔于1293年获得了安德拉什三世国王颁发的授予状。此后，普洛瑙伊家族持续繁荣，在早期仅担任城堡州级别的职位，而到了后期则开始担任国家级别的职位。
在斐迪南一世国王时期，普洛瑙伊家族的马加什成为了图卢茨城堡州的书记官，与其兄弟一同获得了贵族证明。此后，该家族还出了多名军官、副伊什潘、伊什潘和其他高级官员，以及匈牙利信义会的多位教区监督和普世教会与学校监督。

## 家族著名成员
- 普洛瑙伊·拉斯洛（1735-1808）
- 普洛瑙伊·加博尔（1748-1811）
- 普洛瑙伊·山多尔（1760-1839）
- 普洛瑙伊·亚诺什（1790-1844）
- 普洛瑙伊·奥尔贝尔特（1801-1867）
- 普洛瑙伊·加博尔（1812-1875）
- 普洛瑙伊·尤若夫（1821-1884）
- 普洛瑙伊·德热（1848-1940）
- 普洛瑙伊·帕尔（1874-1946？）
- 普洛瑙伊·捷尔吉（1887-1968）
- 普洛瑙伊·玛利亚[2]
- 普洛瑙伊·陶马什（2002-）
- 普洛瑙伊·佐兰·彼得（2010-）
- 普洛瑙伊·瓦劳迪·捷尔吉（2010-）

## 家族城堡

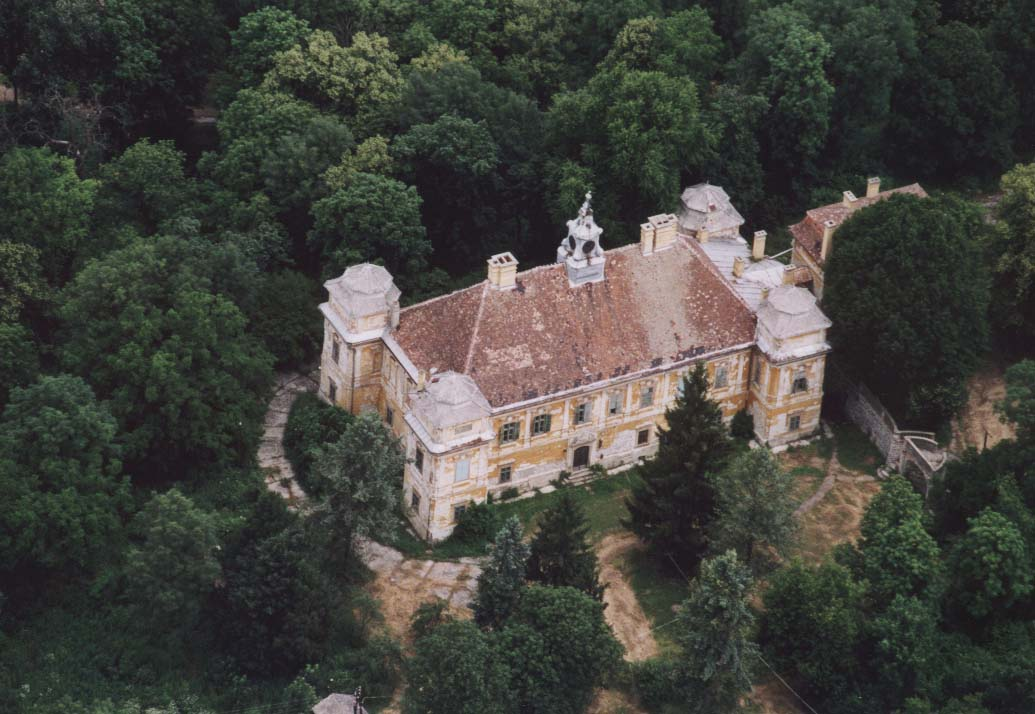
位于奥乔的普洛瑙伊城堡
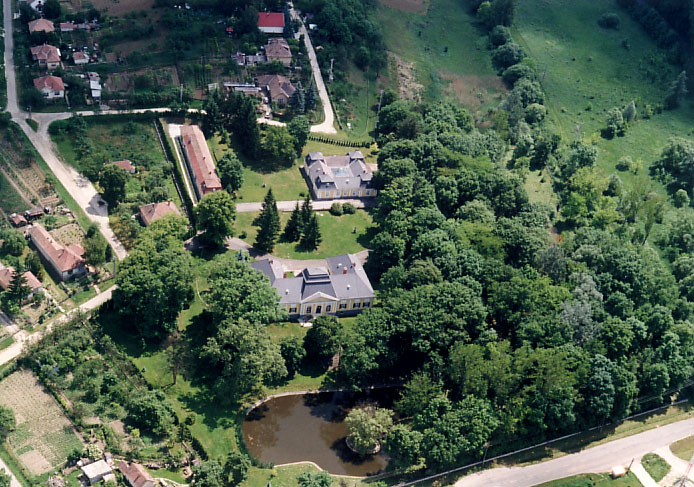
位于下派泰尼的匈牙利城堡
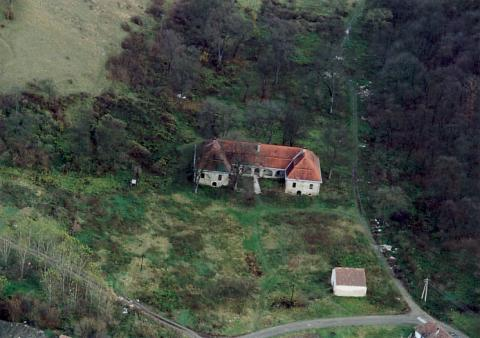
位于考龙奇沙格的库宾伊-普洛瑙伊城堡